# 테오도시우스 왕조 치하의 동로마 제국
테오도시우스 왕조 치하의 동로마 제국은 379년부터 392년, 395년부터 457년까지 제국의 동방을 통치 하던 시기의 테오도시우스 왕조를 기록했다.
테오도시우스 왕조 379년 그라티아누스 황제가 플라비우스 테오도시우스를 동방의 황제로 임명하면서 왕조가 시작된다. 이후 테오도시우스는 서방을 통치하던 마그누스 막시무스와 전쟁 후 그를 처형하고 이후 아르보가스트가 반란을 일으켜 서방의 황제 발렌티니아누스 2세를 살해하는 일이 생겼고 여기서 에게니우스와 아르보가스트를 제압하고 제국의 통합 황제로 즉위한다.
테오도시우스 1세의 죽음으로 인해 로마 제국이 호노리우스와 아르카디우스 형제에게 각각 서부와 동부로 나뉘게 된 뒤 이후, 마르키아누스 황제가 사망한 457년까지 로마 제국 동부를 통치했다.
동로마 제국은 이후 마르키아누스 황제가 죽은 457년에 끝이 나고 레오 왕조로 대체된다.

## 동로마 제국 황제
- 테오도시우스 1세(Flavius Theodosius, 379년 ~ 392년), (392년부터 395년까지는 제국의 통합 황제)
  - 공동 황제 아르카디우스(Flavius Arcadius, 383년 ~ 392년)
  - 서방 황제 그라티아누스 (Flavius Gratianus Augustus, 379년 ~ 383년)
  - 서방 황제 발렌티니아누스 2세 (Flavius Valentinianus Augustus, 379년 ~ 392년)
  - 서방 황제 마그누스 막시무스 (Flavius Magnus Maximus Augustus, 384년 ~ 388년)
  - 서방 황제 빅토르 (Flavius Victor Augustus, 384년 ~ 388년)

- 아르카디우스(Flavius Arcadius, 395년 ~ 408년)
  - 공동 황제 테오도시우스 2세 (Flavius Theodosius, 408년 ~ 450년)
  - 서로마 황제 호노리우스 (Flavius Augustus Honorius, 395년 ~ 408년)

- 테오도시우스 2세(Flavius Theodosius, 408년 ~ 450년)
  - 공동 황제 풀케리아 (Aelia Pulcheria, 414년 ~ 450년)
  - 서로마 황제 호노리우스 (Flavius Augustus Honorius, 408년 ~ 423년)
    - 호노리우스의 공동 황제 콘스탄티누스 3세 (Constantine, 409년 ~ 411년)
콘스탄스 2세 (Constans, 409년 ~ 411년)
콘스탄티우스 3세 (Flavius Constantius, 421년)
    - 서로마 찬탈자 요한네스 (Ioannes) (423년 - 425년)

  - 서로마 황제 발렌티니아누스 3세 (Placidus Valentinianus, 423년 ~ 450년)

- 마르키아누스(Flavius Marcianus, 450년 - 457년)
  - 공동 황제 풀케리아 (Aelia Pulcheria, 450년 ~ 453년)
  - 서로마 황제 발렌티니아누스 3세 (Flavius Placidius Valentinianus, 450년 ~ 455년)
  - 서로마 황제 페트로니우스 막시무스 (Flavius Anicius Petronius Maximus Augustus, 455년)
  - 서로마 황제 아비투스 (Marcus Maecilius Flavius Eparchius Avitus, 455년 ~ 456년)

## 같이 보기
- 테오도시우스 왕조 치하의 로마 제국
- 테오도시우스 왕조 치하의 서로마 제국

## 사진 자료

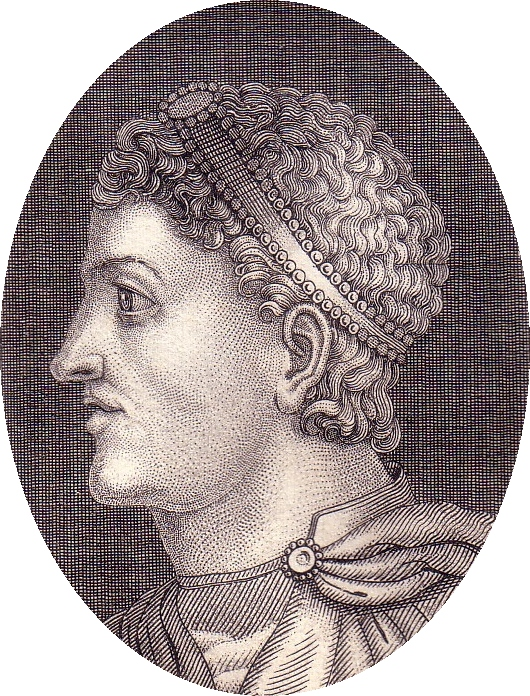
테오도시우스 1세
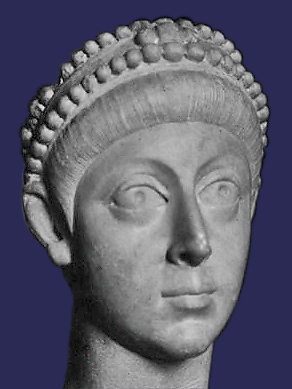
아르카디우스
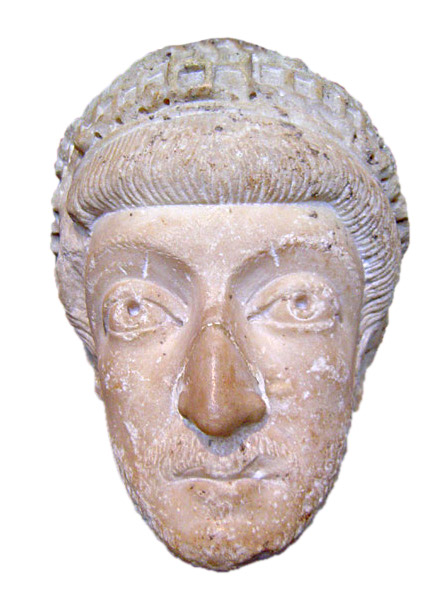
테오도시우스 2세
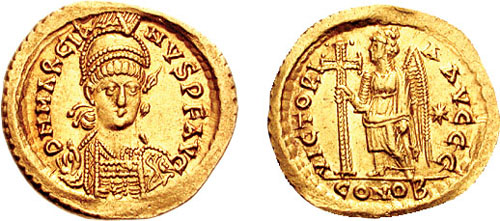
마르키아누스

| 전임 발렌티니아누스 왕조 (364 - 378) | 동로마 제국의 왕조 379년 - 392년 | 후임 테오도시우스 왕조 (로마 통일) (392 - 395) |

| 전임 테오도시우스 왕조 (로마 통일) (392 - 395) | 동로마 제국의 왕조 395년 - 457년 | 후임 레오 왕조 (457 - 518) |